# Institut für Rechtsinformatik (Hannover)

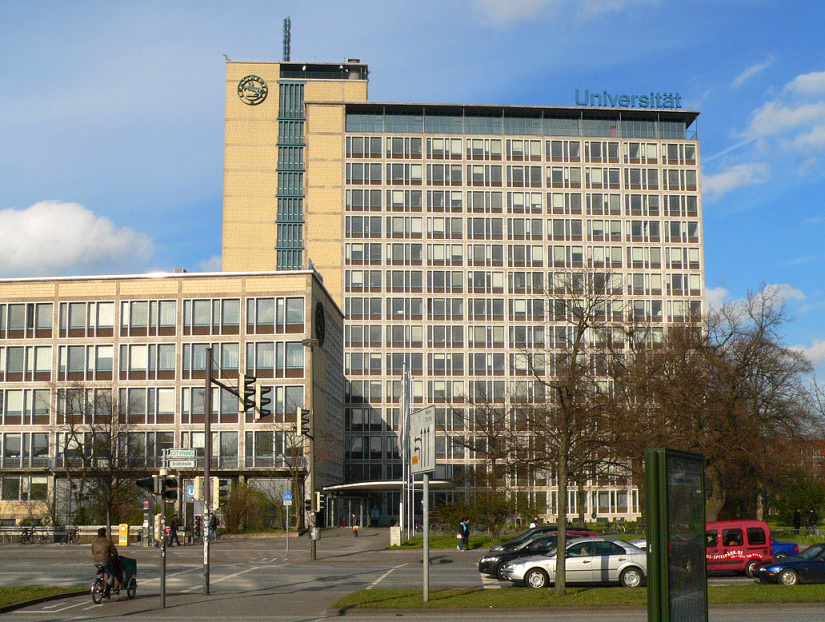
Sitz des Instituts

Das Institut für Rechtsinformatik (IRI) ist ein Institut der Juristischen Fakultät der Gottfried Wilhelm Leibniz Universität Hannover.
Das IRI wurde bis 2017 von Professor Nikolaus Forgó und vormals gemeinsam mit Axel Metzger geleitet. Ihm gehören außerdem der Emeritus Wolfgang Kilian sowie die Honorarprofessoren Wolfgang G. Büchner und Benno Heussen an. Am IRI sind daneben rund vierzig weitere Mitarbeiter beschäftigt. Es hat seinen Sitz im 8. Stockwerk des ehemaligen Verwaltungsgebäudes der Continental AG am Königsworther Platz in Hannover.

## Entstehung und Aufgaben des IRI
Mit der Entwicklung der Informationstechnologie seit Mitte des 20. Jahrhunderts entstanden völlig neue Probleme, die innerhalb der herkömmlichen Strukturen, Arbeitsmethoden und Entscheidungsverfahren im Recht nicht angemessen gelöst werden konnten. Zugleich eröffneten sich durch die Konstruktion von Datenbanken und die Nutzung der elektronischen Datenverarbeitungen in der juristischen Praxis neue Anwendungsbereiche für den Computereinsatz. Die Analyse und Bewertung der Voraussetzungen, Anwendungen und Folgen der Informationstechnologie im Recht erforderte die interdisziplinäre und grenzüberschreitende Zusammenarbeit von Juristen, Informatikern und Ökonomen. Dazu kam es in mehreren Industriestaaten unter der Bezeichnung Rechtsinformatik (droit informatique; informatica giuridica; informatica y derecho; computers and law). Bei der Rechtsinformatik handelt es sich um eine angewandte Informatik, die – ähnlich wie die Medizininformatik und die Wirtschaftsinformatik – die Umwälzungen durch die Informationstechnologie im jeweiligen Fach theoretisch und praktisch erfassen soll.
Das Institut ist die älteste Einrichtung dieser Art an einer deutschen Universität. Es wurde im Jahre 1983 vom Niedersächsischen Minister für Wissenschaft und Kunst in der Nachfolge der seit 1978 bereits bestehenden „Forschungsstelle für Informationstechnologie“ genehmigt (Erlass des Niedersächsischen Ministers für Wissenschaft und Kunst vom 6. Juni 1983 – 1012 – 152 – 4 - 15).
Die Empfehlung No. R (92)15 über „Teaching, Research and Training in the Field of Computers and Law“ des Ministerrats des Europarates im Jahre 1992 gab neue Impulse zur Lehre im Bereich der Rechtsinformatik.
Neben seinem Forschungsschwerpunkt bietet das Institut einen postgradualen juristischen Masterstudiengang von einem Jahr Dauer an. Im European Legal Informatics Study Programme – kurz EULISP – vermitteln Dozenten des Instituts und aus der Praxis vertiefte Kenntnisse der Rechtsinformatik.
Des Weiteren wird seit 2011 ein Bachelorstudiengang mit Schwerpunkt Rechtsinformatik und Recht des Geistigen Eigentums (LL.B. IT-/IP-Recht) unter Leitung von Christian Heinze angeboten. Dieser kann als Einzelstudiengang belegt werden oder als Doppelstudium zusammen mit einem klassischen Studium der Rechtswissenschaften auf Staatsexamen. Der Bachelor beinhaltet zwingend einen zweisemestrigen Auslandsaufenthalt und bekommt Förderung durch den DAAD.